# Discrepancies
Discrepancies is een Amerikaanse experimentele raprockband, die invloeden uit rock, metal en rap combineert, afkomstig uit Saint Louis, Missouri.

## Personele bezetting
- Antonio Metcalf - vocals
- Garrett Weakley - bas
- Addison Bracher - gitaar, vocals
- Zach Allard - drums

## Discografie
Albums
- 2018 - The Awakening

Ep's
- 2014 - Discrepancies

Singles
- 2018 - Art of War
- 2018 - Wake Up
- 2018 - Rock the Show
- 2018 - Raising the Bar
- 2018 - Prevail
- 2018 - Let it Go
- 2020 - Control